# Takao Oishi
Takao Oishi (大石 隆夫, Oishi Takao) est un footballeur japonais né le 25 mai 1964 dans la préfecture de Shizuoka au Japon.